# Sarcophaga evelynae
Sarcophaga evelynae är en tvåvingeart som beskrevs av Zumpt 1964. Sarcophaga evelynae ingår i släktet Sarcophaga och familjen köttflugor.
Artens utbredningsområde är Madagaskar. Inga underarter finns listade i Catalogue of Life.